# Чёрный Абдулла
Чёрный Абдулла — главный антагонист фильма «Белое солнце пустыни», одноимённой компьютерной игры, а также ряда книг, телевизионных программ и анекдотов.

## Краткое описание персонажа
Абдулла, как, впрочем, и Саид, происходит из бедной семьи, однако на волне революционных преобразований, когда старая власть уже ушла, а новая ещё не пришла, сам берёт инициативу, и становится богатым, уважаемым всеми человеком. Возглавив местное преступное сообщество, он развивает активную торговую деятельность, связанную с перевозкой грузов морским путём и нефтяным бизнесом. Но с приходом большевиков он вынужден скрываться от них и постоянно менять место пребывания, так как в глазах новой власти он является классово чуждым элементом.
Его можно охарактеризовать как находчивого, решительного, эмоционального, авторитарного человека, наконец, просто красивого мужчину — типаж, несомненно, нравящийся многим женщинам. Так или иначе, но преступной деятельности его и его группировки приходит конец благодаря умелым действиям красноармейца Сухова и его помощников. При попытке отбить свой гарем Абдулла получает огнестрельное ранение и падает с нефтехранилища, после чего не подает признаков жизни.
Абдулла — щёголь, резко выделяющийся на фоне своих довольно оборванных нукеров: носит френч, а не чапан, курит сигары.

## Вхождение в образ
Актёр театра и кино Кахи Кавсадзе, исполнивший роль Абдуллы, так охарактеризовал своего персонажа:

Абдуллу я никогда не считал ни разбойником, ни бандитом. Я играл человека, который защищал свой дом, свои традиции. Играл человека без комплексов, человека слова. Да, у него гарем. Но кому какое дело, сколько у него жен — десять или двадцать семь. Ведь это его жены, его семья. И он следует своим традициям жестко и до конца, отстаивая неписаные законы своего народа. Мне кажется, что я немного похож на своего героя — только я ни разу в жизни не пользовался и, дай Бог, никогда не воспользуюсь настоящим оружием.

О своём вхождении в образ в ходе съёмок фильма актёр поведал следующее:

Бандитов Абдуллы в основном играли местные мужики, решившие таким образом подзаработать. Люди они были, мягко говоря, неспокойные. После съемок у них часто случались разборки. И всякий раз они посылали кого-нибудь за мной. Подхожу. Они: «Тихо! Абдулла идет!» Я был как судья, — решал, кто из них прав, кто виноват. Выносил приговор — и они сразу успокаивались: «Все, хватит базарить! Как Абдулла сказал, так и будет!»

## Анализ личности персонажа
Декан факультета глубинной психологии Санкт-Петербургского Института психологии и сексологии Владимир Александрович Медведев даёт исчерпывающую характеристику личности Абдуллы. Согласно Медведеву, Абдулла — фактически, главный герой фильма, носитель идеологии мачизма, трагическая фигура, обреченная на красивую и мучительную смерть, из которой нам предлагается извлечь некий жизненный урок.
Абдулла — воин, бывший контрабандист, романтический герой-ницшеанец. Для него нет никаких внешних ограничений, его законодательство формулируется предельно просто: «Кинжал хорош для того, у кого он есть, и плохо тому, у кого его не окажется в нужное время». Под пулями красных отрядов, что на первый взгляд парадоксально, его держит в этой пустыне гарем. Абдулла не может оставить гарем, ибо тогда он достанется кому-нибудь другому. На самом же деле перед нами разыгрывается архаическая драма, и убивающий женщин из собственного гарема Абдулла обречен на мучительную смерть так же, как и Степан Разин, бросающий «в набежавшую волну» новообретенную молодую жену.
Авторитет Абдуллы, согласно Медведеву, зиждется не на его бойцовских качествах (одни покойные Ибрагим, Махмуд и Аристарх чего стоили!), а именно на наличии у него гарема, и только он имеет доступ к ритуализированному отреагированию сексуальности в культурно приемлемой форме. Как древний праотец первобытной орды он лично владеет всеми женщинами и «вырывает язык», символически кастрирует того, кто покусится на его прерогативы. В упор не замечая товарища Сухова, глядя задумчиво сквозь него даже под дулом нагана, Абдулла довольно-таки оживленно вступает в диалог с красноармейцем тогда, когда речь заходит о его «ласковых жёнах». Меланхоличные полуфилософские беседы с Саидом об относительности понятий добра и зла сменяются диким воплем: «Убейте его!», стоит лишь тому покуситься на одну из цистерн.
Смерть собственного отца Абдулла пережил бесконфликтно, восприняв в качестве наследия от умирающего старика ношу смирения и поддерживающей социальность тревожности, ориентированной на Божью волю. И Бог в конце концов помог Абдулле: «Я долго ждал, а потом Бог сказал: садись на коня и возьми сам все, что хочешь, если ты храбрый и сильный…». Чьим голосом говорил этот Бог и чьи интересы он озвучивал мы можем понять, если обратим внимание на то, что же именно захотел взять от жизни Абдулла, выйдя на тропу войны. Оказалось, что ему нужны лишь три вещи — богатство, гарем и банда сотоварищей.
Следуя описанию Медведева, Абдулла — типичный органичный деструктор, подобно младенцу, пытающийся сделать враждебный внешний мир родным и безопасным путём опредмечивания всех доступных ему либидных связей в образ материального богатства, приведения всего к общему знаменателю. Природную свою деструктивность он до поры до времени демонстрирует, избивая собственных жен («Каждый день он кого-нибудь бил…» — с тоской вспоминает его мазохистка-жена). Любовь по отношению к женщине воспринимается им в качестве прелюдии к её смерти: «Джамиля, ты была любимой женой… Почему ты не умерла?» — Жены ему нужны лишь для того, чтобы сплотить вокруг себя банду маргиналов-отцеубийц, а сама банда ему нужна для дальнейшего накопления богатства. Но при этом сам Абдулла попадает в самоубийственный замкнутый круг: семейная жизнь (да ещё в умножающем травматичность режиме полигамии) порождает мощное чувство вины, но бегство от женщин невозможно, поскольку тогда он потеряет статус главаря банды, а вместе с потерей статуса и своё богатство. Озарение снизошло на Абдуллу в Старой Крепости: если нельзя изменить ситуацию, то необходимо измениться самому. Необходимо выйти из-под влияния ничего не значащих для него понятий добра и зла, хорошего и плохого, перестать быть человеком (то есть существом греховным, боящимся возмездия и потому социальным) и стать зверем — безжалостным деструктором. Констатация этой метаморфозы, вложенная авторами фильма в уста Рахимова, и открывает тему Абдуллы в разбираемой картине: «Совсем озверел Чёрный Абдулла — ни своих, ни чужих не жалеет». По-своему Абдулла любит своих жен. Поэтому он, задушив двух лишних жен и доведя их общее число до сакральной девятки (символического числа супермужественности — три тройки), лезет в трубу Старой Крепости и вынужден отправиться «на антиводы» к Сухому Ручью. Именно поэтому, убив хранителя музея Лебедева, он столь задумчив и археологически подкован (прозревает наличие подземного хода, которым не пользовались последние четыреста лет!), а убив Гюльчатай, он надевает чадру. Надев чадру, Абдулла выявил общую характерную особенность всех деструкторов — их навязчивую потребность мучить и убивать других людей с целью идентификации с ними; то есть для деструктора убийство является единственным проявлением любви. Более того — только постоянно убивая и насилуя, деструктор способен существовать.
Сотрудница ВГИК, киновед Марина Вадимовна Кузнецова даёт женский взгляд на образ Адбуллы. По её мнению, Чёрный Абдулла — предводитель интернациональной шайки бандитского отребья, матерый, законченный злодей. Тонкое восточное лицо, английский френч и живое воплощение змеиного коварства, звериной жестокости. Он не за белых и не за красных. Он сам за себя. Цель — разбой, грабеж, нажива. По пескам Туркестана тянется за Абдуллой густой кровавый след. Абдулла в упор расстреливает старичка — хранителя музея. Убивает свою жену, полуребёнка Гюльчатай, переодевается в её платье, штыком закалывает красноармейца Петруху, губя две юные жизни и убивая едва зародившуюся любовь. Согласно Кузнецовой, советская цензура безжалостно удалила из фильма сцену, в которой раскрепощенные женщины Востока горючими слезами оплакивали своего хозяина и общего мужа Чёрного Абдуллу, застреленного к финалу Суховым. Но это не помешало зрителю понять смысл фабульного анекдота о том, как идея социального равенства была навязана людям, чье сознание к ней было абсолютно не готово.
Советский кинорежиссёр, кинодраматург, заслуженный деятель искусств РСФСР Александр Вениаминович Мачерет отмечает, что вождь басмачей Абдулла беспросветно подл. И всё же, несмотря на ничем не разбавленную черноту своей злодейской натуры, он не теряет живых очертаний — он жизненно возможен, но весьма отдален от бытовой «нормы».

## Гибель Абдуллы
Как отмечает писатель Фёдор Раззаков, изначальный эпизод финальной схватки Сухова с Абдуллой в картину так и не вошёл. Сухов и Абдулла пытались убить друг друга на баркасе, затем упали в воду и продолжили борьбу там. В схватке оба получили огнестрельные ранения: но Сухов был ранен легко — в плечо, а Абдулла — смертельно. Из последних сил бандит доплывал до берега, вставал на ноги и, шатаясь, шел на Сухова. Однако сил, чтобы выстрелить, у Абдуллы уже нет: он не доходил всего лишь нескольких метров до своего врага и замертво падал на землю. Но так как Анатолий Кузнецов, игравший роль Сухова, упав с баркаса, схватился в воде за бревно, которое было вымазано мазутом, сделать это ему не удалось, в результате обессиленный после драки на палубе актёр едва не утонул, и эпизод доснять не удалось. После этого концовка была забракована и снято завершение, допускающее появление Абдуллы в гипотетической второй части картины.